# Walkenried
Walkenried település Németországban, azon belül Alsó-Szászország tartományban. Lakosainak száma 4407 fő (2023. december 31.). Walkenried Bad Sachsa és Harz községekkel határos.

## Népesség
A település népességének változása:
| Lakosok száma | 2273 | 2258 | 4481 | 4460 | 4370 | 4333 | 4499 | 4407 |
|               | 2014 | 2015 | 2016 | 2017 | 2019 | 2021 | 2022 | 2023 |